# Habropogon fulvulus
Habropogon fulvulus là một loài ruồi trong họ Asilidae. Habropogon fulvulus được Theodor miêu tả năm 1980. Loài này phân bố ở vùng Cổ Bắc giới và châu Á.